# August Friedrich Schweigger
August Friedrich Schweigger (Erlangen, 8 settembre 1783 – Agrigento, 28 giugno 1821) è stato un medico e naturalista tedesco.

## Biografia
Fratello del fisico Johann Salomon Christoph Schweigger (1779-1857), August Friedrich effettuò gli studi di medicina e di storia naturale all'università di Erlangen e ottenne il titolo di dottore nel 1804. Si stabilì allora prima a Berlino e poi, nel 1806, a Parigi. Tornò in Prussia nel 1809 e venne nominato professore di botanica e di medicina all'università di Königsberg, dove fondò un orto botanico.
Effettuò quindi frequenti viaggi in Europa con lo scopo di studiare la fauna e la flora. Venne assassinato, durante un viaggio in Sicilia, dalla sua guida, non lontano dall'eremo di Quesquina.
Oltre alle ricerche in campo botanico, a lui dobbiamo importanti opere sulle tartarughe e sui coralli. Ma la classificazione che stabilì per questi ultimi venne fortemente criticata da Henri-Marie Ducrotay de Blainville (1777-1850): si vede che [il sistema di Schweigger] non è in realtà stabilito su principi adatti; ciò ha spinto il suo autore a fare analogie spesso poco naturali.

## Elenco parziale delle pubblicazioni
- 1804-1811: Specimen Floræ Erlangensis.
- 1814: Prodromi monographiæ cheloniorum sectio prima et sectio secunda.
- 1819: Nachrichten über den botanischen Garten zu Königsberg.
- 1819: Beobachtungen auf naturhistorischen Reisen. Anatomisch-physiologische Untersuchungen über Corallen.
- 1820: De plantarum classificatione naturali.
- 1820: Handbuch der Naturgeschichte der skeletlosen ungegliederten Thiere.